# Малан (Небраска)
Малан (енгл. Mullen) град је у америчкој савезној држави Небраска.

## Демографија
По попису из 2010. године број становника је 509, што је 18 (3,7%) становника више него 2000. године.
| Група             | 2000.       | 2010.       |
| Белци             | 480 (97,8%) | 495 (97,2%) |
| Афроамериканци    | 0 (0,0%)    | 0 (0,0%)    |
| Азијати           | 1 (0,2%)    | 0 (0,0%)    |
| Хиспаноамериканци | 6 (1,2%)    | 7 (1,4%)    |
| Укупно            | 491         | 509         |